# 安进 (政治人物)
安进（1957年3月—），北京人，汉族，中华人民共和国政治人物，第十二届全国人民代表大会安徽地区代表，曾任江淮汽車董事長。

## 生平
毕业于六安七二·一工人大学机械制造工艺及其设备专业，加入中国共产党。其父為江淮汽車前身合肥江淮汽车制造厂廠長安朝祥，有“江淮红二代”之称。
1975年进入江淮汽车工作，历任合肥客车总厂总质办主任，江淮汽车研究所副所长、所长，江淮汽车技术中心主任、董事、副总经理以及江淮汽车副总经理、董事等职务。2012年，安进接替左延安，成为江淮汽车董事长。2013年，被选为全国人大代表。2021年4月退休，由原副董事长兼总经理项兴初接任董事长职务。
2024年4月2日，因涉嫌严重违纪违法，接受安徽省纪委监委纪律审查和监察调查。10月8日，被开除党籍，取消待遇，收缴违纪违法所得，涉嫌犯罪问题移送检察机关审查起诉。根据通报，安进“政治信仰崩塌，理想信念丧失，丢弃红色基因，辜负组织信任，履行全面从严治党主体责任不力，私自携带入境并阅看有严重政治问题的书籍，对党不忠诚不老实”。